# Osmia watsoni
Osmia watsoni är en biart som beskrevs av Cockerell 1911. Osmia watsoni ingår i släktet murarbin, och familjen buksamlarbin. Inga underarter finns listade i Catalogue of Life.